# Bergheim (Nordrhein-Westfalen)
 Denne artikel omhandler byen Bergheim (Nordrhein-Westfalen). Der er også andre byer med dette navn, se Bergheim.
Bergheim er en by i Tyskland i delstaten Nordrhein-Westfalen med cirka 65.000 indbyggere. Byen ligger i kreisen Rhein-Erft-Kreis 20 km vest for Köln.
I den nordlige del af byen ligger det brunkul-fyrede Niederaussem Kraftværk (tysk: Kraftwerk Niederaußem), ejet af RWE. Værket blev i undersøgelsen Dirty Thirty, udgivet af Verdensnaturfonden (WWF) i maj 2007, kategoriseret som det tredje værste i Europa, hvad angår forholdet mellem energieffektivitet og CO2-udledning.